# Martin Rathke
Martin Heinrich Rathke (født 25. august 1793 i Danzig, død 3. september 1860 i Königsberg) var en tysk anatom.
Han tog doktorgraden 1818, blev 1829 professor i anatomi i Dorpat og 1835 professor i zoologi og anatomi i Königsberg. Hans videnskabelige arbejder, der hovedsagelig ligger på embryologiens område, hører til det ypperste, denne videnskabsgren nogen sinde har frembragt, og har på mange områder virket banebrydende; det var således Rathke, der først påviste og forstod de hos alle hvirveldyrfostre optrædende gællebuer og gællespalter.
Foruden hans monografier over flodkrebsens, skildpaddens, snogens og krokodillens udvikling fortjener her at nævnes Die Entwicklung der Geschlechtswerkzeuge bei den Wirbelthieren (1825), Entwicklungsgeschichte des Menschen und der Thiere (1832—33), Untersuchungen über den Kiemenapparat und das Zungenbein (1832) og Entwicklung des Schädels der Wirbelthiere (1839).